# Syritta dilatata
Syritta dilatata är en tvåvingeart som beskrevs av Keiser 1971. Syritta dilatata ingår i släktet kompostblomflugor, och familjen blomflugor.
Artens utbredningsområde är Madagaskar. Inga underarter finns listade i Catalogue of Life.